# パイロット・イン・コマンド
パイロット・イン・コマンドとは、1997年サントリーミステリー大賞優秀作品賞を受賞した内田幹樹の処女小説。
初版発行は1999年原書房からであり、2006年には新潮文庫から文庫版が出版されている。

## 概要
ロンドン発東京・成田行きニッポンインターナショナルエア（NIA）202便は日本へ護送中の国際犯罪者やトラブルパッセンジャー、飛行機好きの小学生など、様々な人を乗せ離陸した。ところが飛行中救命胴衣がトイレのゴミ箱から発見され、さらに原因不明のゆれが起こる。そして日本海の上空で第2エンジンが爆発し、急減圧が起き、二人の機長も意識不明になってしまう。

## 登場人物
江波順一（えなみじゅんいち）
39歳。NIAボーイング747-400副操縦士。バツイチ。202便副操縦士、ジャンボをキャビンアテンダントの浅井夏子とともに着陸させようとする。
砧道男（きぬたみちお）
NIAボーイング747-400機長。202便PIC（パイロット・イン・コマンド：第一指揮順位）機長。短気な性格で、社内では秘かに「紅のタヌキ」と言われている。
朝霧誠（あさぎりまこと）
NIAボーイング747-400機長。202便SIC（セカンド・イン・コマンド：第二指揮順位）機長。
山本玲衣子（やまもとれいこ）
NIAキャビンアテンダント。202便チーフパーサー、Aキャビン担当。
浅井夏子（あさいなつこ）
NIAキャビンアテンダント。202便パーサー、Eキャビン担当。趣味でセスナの操縦をしているので航空無線通信士の免許を持っている。
吉田淳子（よしだじゅんこ）
NIAキャビンアテンダント。202便パーサー、Cキャビン担当。
一ノ瀬かおり（いちのせかおり）
NIAキャビンアテンダント。202便パーサー、Aキャビン担当・アッパーキャビン兼務。
鈴木ひとみ（すずきひとみ）
NIAキャビンアテンダント。202便アッパーキャビン担当。
天野照子（あまのてるこ）
NIAキャビンアテンダント。202便Bキャビン担当。
松本みどり（まつもとみどり）
NIAキャビンアテンダント。202便Cキャビン担当。
早川さなえ（はやかわさなえ）
NIAキャビンアテンダント。202便Dキャビン担当。
山崎リサ（やまざきりさ）
NIAキャビンアテンダント。202便Dキャビン担当。元看護師。
青木佐知子（あおきさちこ）
NIAキャビンアテンダント。202便Eキャビン担当。
小泉由香（こいずみゆか）
NIAキャビンアテンダント。202便Eキャビン担当。
新庄恒春（しんじょうつねはる）
202便で護送される特殊乗客。裏の世界では“タナカ”と名乗っていた。202便で護送中、組織によって暗殺される。
ホセ・サントス
“組織”のメンバー

## 他作品との関連
江波は『機体消失』や『操縦不能』など内田の他の小説でも登場している。浅井夏子は『拒絶空港』の206便ではチーフパーサーとして登場するほか、鈴木ひとみは『機体消失』にも登場する。また、砧機長も『査察機長』で病気のために乗務が出来なくなった、という話題の中で登場するほか、朝霧機長は『拒絶空港』でPICとして登場する。
内田の小説では、「ニッポンインターナショナルエア」という架空の航空会社を舞台にしているが、この航空会社は内田の所属していた全日本空輸と多くの共通点をもつ。（『査察機長』ではスターアライアンスメンバーとしてユナイテッド航空と共同運航をしている、ワシントンD.C.へ就航している、過去にロッキード L-1011 トライスターを運航していた、など、全日空と共通点をもっているほか、『操縦不能』のあとがきにて、作中のトリック法について「ANAのB747-400に関しては大丈夫」とただし書きを入れ、全日空との関連について記述している）。また、他の航空会社（JAL、エールフランス）などは実名で登場している。